# Dorfkirche Consrade

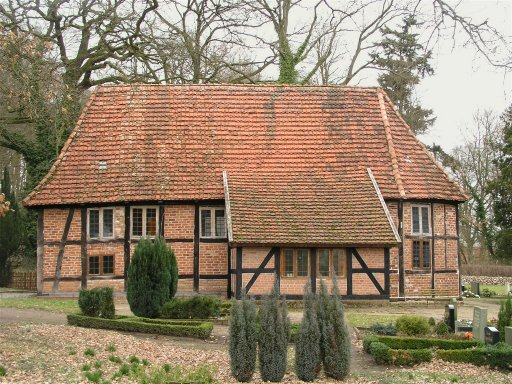
Die Kirche von Süden

Die Consrader Kirche liegt am Rande des Urstromtals der Stör neben dem ehemaligen Meierhof (herzoglicher Hof) in Consrade (Gemeinde Plate). Auf dem Kirchhof sowie im benachbarten Gutsgelände stehen jahrhundertealte Eichen. 

## Architektur
Die Kirche ist ein mit Backsteinen verfüllter Fachwerkbau aus Eichenholz, der in Osten dreiseitig geschlossen ist. Das Walmdach ist gedeckt mit Biberschwänzen in Kronendeckung. Es gibt keinen Turm, dafür aber im Westen einen hölzernen Glockenstuhl.

## Baugeschichte
In einem Kirchenvisitationsprotokoll von 1540 wird erstmals eine Tochterkirche von Plate in Consrade erwähnt. Vom 13. bis zur Mitte des 16. Jahrhunderts gehörte das Dorf Consrade dem Zisterzienserkloster Reinfeld in Holstein. Möglicherweise hat die Kirche oder ein Vorgängerbau schon zur Klosterzeit in Consrade gestanden.
Das genaue Baujahr einer Kirche ist nicht bekannt. Der Fachwerkbau könnte im 16. Jahrhundert entstanden sein, gestalterische und technische Details lassen eher auf eine Entstehung im 17. Jahrhundert schließen.
1780 sollte die damals baufällige Kirche wegen Geldmangels abgerissen werden, wozu es aber nicht kam. 1831 wurde sie dann das erste Mal renoviert. Grundlegende Renovierungsarbeiten erfolgten erst wieder 1968 während des Pastorats von Jürgen Hebert. Fenster, Türen und der Fußboden wurden erneuert. Fachwerkteile und der Dachstuhl wurden ersetzt. Das komplette Dach wurde neu gedeckt.

## Ausstattung

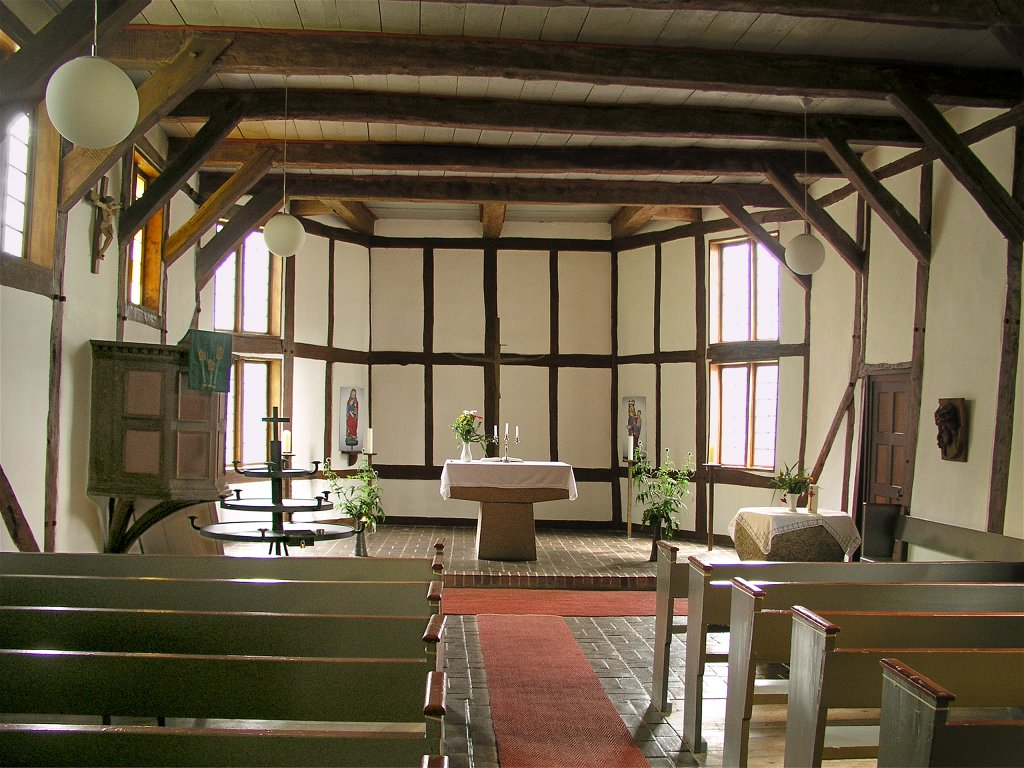
Innenraum

Der Innenraum ist flach gedeckt, ungeteilt und von schlichtem Charakter.
- Der Dresdner Bildhauer Friedrich Press schuf 1968 den Altar aus rotem Meißner Granit sowie den Altarleuchter und das metallene Kruzifix.
- Links und rechts vom Altar sind zwei Figuren an der Wand angebracht, die von einem gotischen Schnitzaltar stammen. Sie zeigen Maria mit dem Kind und den Evangelisten Johannes mit einem Kelch.
- Eine weitere Holzplastik seitlich vor dem Altar zeigt das dornengekrönte Haupt Jesu.
- Die Kanzel aus dem 17. Jahrhundert ist ohne Fuß an der Wand befestigt.
- Das Taufbecken stammt aus dem 13. Jahrhundert. Der Fuß in Form eines Granitwürfels ist jüngeren Datums. Er wurde bei der Neuaufstellung 1920 hinzugefügt.

### Orgel
Die Orgel auf der Westempore wurde 1902 vom Orgelbauer Marcus Runge aus Schwerin geschaffen. Das Taschenladen-Instrument hatte ursprünglich fünf Register auf einem Manualwerk (C–f3: Principal 8′, Flöte 8′, Salicional 8′, Octave 4′) und Pedal (C–c1: Subbass 16′) 1967 wurde das Instrument von dem Orgelbauer Wolfgang Nußbücker umdisponiert und das Manual-Pfeifenwerk auf einer Kegellade aufgestellt. Es hat heute vier Register auf einem Manual (Gedackt 8′, Principal 4′, Octave 2′) und Pedal (Subbass 16′). Die Trakturen sind pneumatisch.

## Glockenstuhl und Glocken

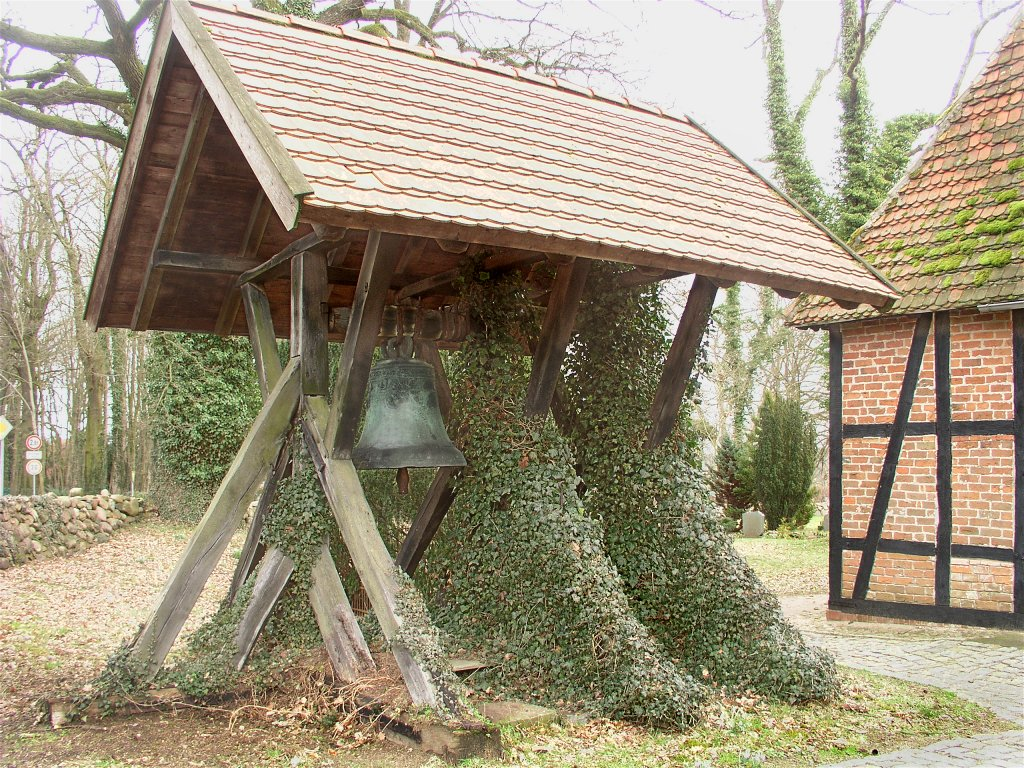
Glockenstuhl

Der Glockenstuhl ist für zwei Glocken vorgesehen, wovon nur die größere erhalten ist (Durchmesser 0,87 m). Sie wurde 1543 gegossen und zeigt reiche Verzierungen. Neben Blumendarstellungen verschiedener Art ist die Verkündigung des Engels an Maria dargestellt. Die kleinere Glocke (Durchmesser 0,77 m) wurde 1916 im Ersten Weltkrieg eingeschmolzen. Sie war 1874 vom Hofglockengießer Peter Martin Hausbrandt in Wismar aus einer älteren Glocke umgegossen worden.

## Gemeinde
Zur Kirchengemeinde Plate gehören die Dörfer Banzkow, Consrade, Peckatel und Plate. Die Kirchengemeinde gehört zur Propstei Wismar im Kirchenkreis Mecklenburg der Evangelisch-Lutherischen Kirche in Norddeutschland.

### Gedruckte Quellen
- Mecklenburgisches Urkundenbuch (MUB)
- Mecklenburgisches Jahrbuch (MJB)

### Ungedruckte Quellen
- Informationstafel in der Kirche